# Guy Molinari
Gaetano Victor Molinari, detto Guy (New York, 23 novembre 1928 – New York, 25 luglio 2018), è stato un politico statunitense, membro della Camera dei rappresentanti per lo stato di New York dal 1981 al 1989.

## Biografia
Nato a Manhattan, Molinari era figlio di un esponente politico locale, Robert Molinari, affiliato con il Partito Repubblicano. Dopo gli studi e il servizio militare, Molinari seguì le orme paterne e si dedicò alla politica, facendosi eleggere all'interno della legislatura statale di New York.
Nel 1980 riuscì ad approdare alla Camera dei rappresentanti e venne rieletto tre volte, fino a quando rassegnò le dimissioni nel dicembre del 1989 per diventare presidente del borough di Staten Island, carica che ricoprì per undici anni.
Per il suo seggio vennero indette delle elezioni speciali che videro vincitrice la figlia di Molinari, Susan. La donna rimase al Congresso per i successivi sette anni e durante la permanenza conobbe e sposò il collega deputato Bill Paxon. Ideologicamente tuttavia Susan era una repubblicana molto moderata a differenza di suo padre, noto conservatore.